# Širočina (přítok Žitavy)
Širočina je vodní tok na západním Slovensku, levostranný přítok Žitavy. Pramení v jihozápadních výběžcích Pohronského Inovce u osady Čierna dolina (součást města Zlaté Moravce) v nadmořské výšce asi 230 m. Protéká obcemi Prílepy, Čierne Kľačany, Veľké Vozokany, Malé Vozokany, Červený Hrádok, Nevidzany, Tajná a Horný Ohaj, mezi ní a městem Vráble se vlévá do Žitavy. Délka toku je asi 20 km. Významnější vodní nádrž na toku leží nad obcí Veľké Vozokany, další vodní nádrž činí na levostranném přítoku Podegerský potok nad obcí Nevidzany.